# هايف بن شقير الدويش
هايف بن هزاع بن بدر بن شقير الدويش (- 1923)، أحد أبرز شيوخ قبيلة مطير. وكان قائداً من أهم قادات إخوان من أطاع الله، أسس هجرة قرية العليا إحدى هجر الإخوان عام 1920.

## تأسيس قرية العليا
تأسست هجرة قرية العليا على يد مؤسسها هايف بن شقير عام 1920 التي أصبحت فيما بعد محافظة عمرانية تتبع المنطقة الشرقية إدارياً، وتقع قرية في أقصى شرق الصمان وقد كانت في السابق مورد ماء للبادية وهي من الممتلكات القديمة لقبيلة مطير.
وبعد نزول الإخوان من مطير برئاسة ابن شقير على قرية وبالتحديد في عام 1926 أصبح عدد الذين يلبون الجهاد منها تقريباً 1500 مقاتل.
وفي أهل قرية بعد معركة الجهراء يقول محمد بن عثيمين أحد شعراء نجد :

## مسألة الحدود النجدية الكويتية
ثار خلاف حدودي شديد بين عبد العزيز بن عبد الرحمن بن فيصل آل سعود وسالم المبارك الصباح وخصوصاً من بعد تشييد ابن شقير هجرة له في قرية العليا التي كانت ضمن حدود إمارة الكويت سابقاً حسب المعاهدة الأنجلو-عثمانية لعام 1913.

### معركة حمض
في أثناء تشييد قرية العليا في أبريل 1920 احتج سالم المبارك الصباح وبشدة على هذا العمل فأرسل فرقة صغيرة من الكويت بقيادة دعيج بن سليمان الفاضل قوامها 200 مقاتل و100 خيال لمنع الإخوان من بناء هجرة داخل حدود الكويت، فذهب وهاجم الكويتيين في حمض وأنزل بهم هزيمة شنعاء واستولى على مخيمهم وعلى عدد كبير من الجمال.

### معركة الجهراء
أكمل فيصل الدويش سيره إلى الكويت يرافقه ابن عمه هايف بن شقير فقاد الإخوان في هجومهم على الجهراء في 10 أكتوبر عام 1920 واستولى على الجهراء وحاصر باقي قوات سالم المبارك الصباح في القصر الأحمر مدة يومين وانتهى الحصار بالصلح بين الطرفين على أن تنسحب قوات الإخوان عن الجهراء.

## مقتله
هاجم هايف بن شقير قبيلة الظفير عام 1923، في القصير بالقرب من سوق الشيوخ في العراق، وكان الهجوم بقيادته شخصياً ويتبعه ابن منديل شيخ العمور من قبيلة بني خالد وانتهت المعركة بانتصار حاسم للظفير ومصرع 72 رجل من مطير وهو على رأسهم.